# Amphicallia zebra
Amphicallia zebra är en fjärilsart som beskrevs av Alois Friedrich Rogenhofer 1894. Amphicallia zebra ingår i släktet Amphicallia och familjen björnspinnare. Inga underarter finns listade i Catalogue of Life.